# Psoralea laevigata
Psoralea laevigata är en ärtväxtart som beskrevs av Carl von Linné d.y.. Psoralea laevigata ingår i släktet Psoralea och familjen ärtväxter. Inga underarter finns listade i Catalogue of Life.